# Desejosa
Desejosa is een plaats (freguesia) in de Portugese gemeente Tabuaço en telt 189 inwoners (2001).